# Řády, vyznamenání a medaile Irska
Irsko nemá žádný formální systém vyznamenání. O jeho zavedení se v různých dobách zasazovaly různé skupiny lidí. V roce 1783 byl britskou monarchií v Irském království zaveden Řád svatého Patrika, ale ten není již desítky let v platnosti. Ústava také nařizuje, že stát nesmí udílet šlechtické tituly.

## Návrhy na zavedení systému vyznamenání

### Období před ziskem nezávislosti
Irští republikáni se stavěli proti britskému systému vyznamenání jak kvůli antipatii irských nacionalistů k jeho „britství“ tak kvůli republikánské opozici vůči jeho monarchistickým základům. Poté co irským parlamentem prošel zákon Acts of Union 1800, umožnil zákonodárcům získat britský či irský šlechtický titul a další vyznamenání.
Článek 5 Ústavy Irského svobodného státu uváděl, že žádný čestní titul ve vztahu k jakýmkoliv službám poskytovaným Irskému svobodnému státu nebo ve vztahu k Irskému svobodnému státu nesmí být udělen žádnému občanovi Irského svobodného státu s výjimkou schválení nebo na doporučení Executive Council of the State.
Původní návrh prozatímní vlády byl striktnější s tím, že žádný čestný titul nesmí být udělen žádnému občanovi Irského svobodného státu, ale Britové trvali na přidání výjimky, aby byla zachována teoretická královská výsada. Geofrey Browne, 3. baron z Oranmore se však domníval, že ani revidované znění nemělo být schváleno, dokud k tomu nesvolil britský panovník s ohledem na udílení vyznamenání.
Kromě zákazu nových titulů navrhovací výbor počítal s postupným vyřazováním stávajících šlechtických titulů, ale prozatímní vláda tuto část odstranila, aby si usmířila jižní unionisty, jako byl William St. John Fremantle Brodrick, 1. hrabě z Midletonu. V debatě o článku 5 Ústavy Irského svobodného státu v Third Dáil, prozatímním parlamentu, Darrel Figgis navrhl absolutní zákaz šlechtických titulů s odkazem na probíhající skandál s prodejem britských šlechtických titulů. Kevin O'Higgins však oponoval, že parlament nemůže s ohledem na přesné ustanovení v britsko-irské smlouvě, kterou byla ukončena irská válka za nezávislost, zakázat britskému panovníkovi udílet v Irsku vyznamenání, ale zároveň připustil, že může jejich udílení omezit na nutný souhlas Executive Council, čímž lze jejich udílení v praxi úplně zakázat.

### Irský svobodný stát
Irský svobodný stát vznikl dne 6. prosince 1922 jako dominium, přičemž generální guvernér zastupoval britského panovníka v jeho roli monarchy Irského svobodného státu. Článek 5 Ústavy Irského svobodného státu byl zpochybněn, když seznam oceněných během novoročního udílení vyznamenání v The London Gazette v roce 1925 zahrnoval i Thomase Molonyho, dříve zastávajícího funkci Lord Chief Justice of Ireland, a Jamese O'Connora, dříve zastávající funkci Lord Justice of Appeal in Ireland. Obě funkce byly zrušeny v roce 1924. W. T. Cosgrave v odpověď na parlamentní otázku uvedl, že jejich vyznamenání „nebylo uděleno za služby poskytované Irskému svobodnému státu nebo ve vztahu k němu“.
V prosinci 1929 navrhl Ernest Blythe zřízení Legie svatého Patrika, se třídami člena, důstojníka a komandéra. Zřízení a jeho stanovy měly být vytvořeny králem na základě litterae patentes. Hlavou vyznamenání měl být generální guvernér Irského svobodného státu během výkonu své funkce a poté měl zůstat komandérem řádu. K investituře nových členů mělo docházet každoročně 6. prosince. V červenci 1930 vláda zvážila návrh patentu vypracovaný ministerstvem zahraničních věcí a souhlasila s neformálním jednáním s britskou vládou. Žádné další akce v této otázce již neproběhly.
Všeobecné volby v roce 1932 vrátily vládu do rukou politické strany Fianna Fáil, která ostře vystupovala proti zavedení jakéhokoliv vyznamenání nebo řádu. V roce 1932 před zahájením eucharistického kongresu v Dublinu varoval Charles Bewley působící jako irský velvyslanec u Svatého stolce, že bude urážkou, pokud papežský legát Lorenzo Lauri neobdrží žádné vyznamenání. Irská vláda však svůj postoj nezměnila, přesto byl Vatikán uspokojen celkovou vládní podporou kongresu.

### Řád svatého Patrika
Mezi dubnem 1924 a prosincem 1926 zemřelo sedm rytířů Řádu svatého Patrika. Britská vláda cítila povinnost před obsazením uvolněných míst konzultovat záležitost s Executive Council of the State. Bernard Forbes, 8. hrabě z Granardu, člen řádu i Senátu Svobodného Irského státu, upozornil na tuto záležitost. Generální prokurátor John A. Costello na základě Imperiální konference v roce 1926 informoval Executive Council, že řád je irskou kompetencí. V roce 1928 rada rozhodla, že „vymírající řád by měl být ponechán tak, aby úplně zmizel“. Britští panovníci ve 30. letech 20. století i nadále jmenovaly členy britské královské rodiny do řádu, jmenování dalších lidí však provedena nebyla a poslední rytíř řádu zemřel v roce 1974.
Éamon de Valera a Seán Lemass zvažovali oživení řádu a Lemass umožnil Brianu Lenihanovi vznést tento návrh v roce 1960. Proti tomuto návrhu vystoupila politická strana Fine Gael. Po mírotvorném procesu v Severním Irsku a uzavření Belfastské dohody média informovala o návrzích, aby byl řád společně udílen britským panovníkem a prezidentem Irska jako iniciativa k podpoření zlepšení britsko-irských vztahů. Tento návrh podporovali i novináři Jim Duffy a Mary Kennyová.

### Ústava z roku 1937
Článek 40 Oddíl 2 Ústavy Irska z roku 1937 uvádí, že stát neudílí šlechtické tituly a že občané nesmí přijmout žádný šlechtický nebo čestný titul s výjimkou předchozího souhlasu vlády. Původní návrh představený v parlamentu v roce 1937 navíc obsahoval odstavec, že stát sice neudílí šlechtické tituly, ale záslužné řády mohou být založeny. Ve fázi připomínkového řízení ve výboru navrhl Frank MacDermot k vymazání celý oddíl 2. Spolu s Williamem Nortonem nesouhlasil s vytvořením záslužného řádu a navrhl, aby byl „politickým kumpánům“ udílen francouzský Řád čestné legie. Po diskusi byl druhý odstavec z ústavy vypuštěn.

### Genealogický úřad
Ulster King of Arms až do roku 1943 pokračoval ve vydávání erbovních listin po celém Irsku. Poté tuto funkci převzal Norroy King of Arms a pokračoval ve své činnosti pouze v Severním Irsku. V Irské republice byla od roku 1943 funkce hlavního heraldika Irska součástí Genealogického úřadu a heraldik i nadále poskytoval erbovní listiny fyzickým i právnickým osobám.

### Situace od roku 2010
V roce 2012 vláda založila Cenu za vynikající službu pro Iry žijící v zahraničí a oznámila, že zváží návrhy na podobné ocenění udílené za významné služby lidem žijícím v Irsku. V roce 2015 podal senátor Feargal Quinn návrh na zřízení ceny Gradam an Uachtaráin, kterou měl udílet prezident Irska na základě návrhu rady pro udílení cen s možností jeho udělení vládním vetem. Po všeobecných volbách v roce 2016 nebyl návrh zákona schválen.

## Vojenská vyznamenání
Přes neexistenci formálního systému státních vyznamenání v Irsku, existuje systém cen udílených státem. Mezi tyto systémy patří i systém vyznamenání a medailí udílených příslušníkům obranných sil. Kromě medailí udílených irskou vládou mohou příslušníci obranných sil nosit také medaile za službu v zámoří. Tyto medaile jsou udíleny mezinárodními organizacemi jako je OSN, NATO a Evropská unie. Mohou také nosit medaile jiných zemí za mírové mise OSN.

## Udílení zahraničních vyznamenání občanům Irska

### Tituly
Podle Článku 40.2.2. Ústavy Irska nesmí žádný občan Irska přijmout šlechtický nebo čestný titul bez předchozího souhlasu vlády. V letech 1991 až 2004 požádali o povolení dva lidé. Tony O'Reilly, který se měl stát Knight Bachelor a John F. Coyne, který se měl stát malajským Panglima Jasa Negara. Obě žádosti byly schváleny. V roce 2005 byly podány dvě žádosti, v roce 2008 jedna žádost a po dvou žádostech v letech 2013 a 2014. Mezi 9. březnem 2014 a 10. listopadem 2015 byl vládou udělen souhlas se čtyřmi britskými rytířskými tituly a jedním titulem dámy a Anthonymu Baileymu s udělením Řádu Grenady. Irští občané byli také ve dvou případech oceněni Řádem národa, který udělila Antigua a Barbuda. V těchto případech došlo k jeho obdržení ještě před udělením vládního souhlasu a vláda následně zdůraznila, že se mělo o její souhlas před přijetím vyznamenání usilovat. Ocenění udělená Bayileymu byla později zrušena.